# Friedrich Dedekind

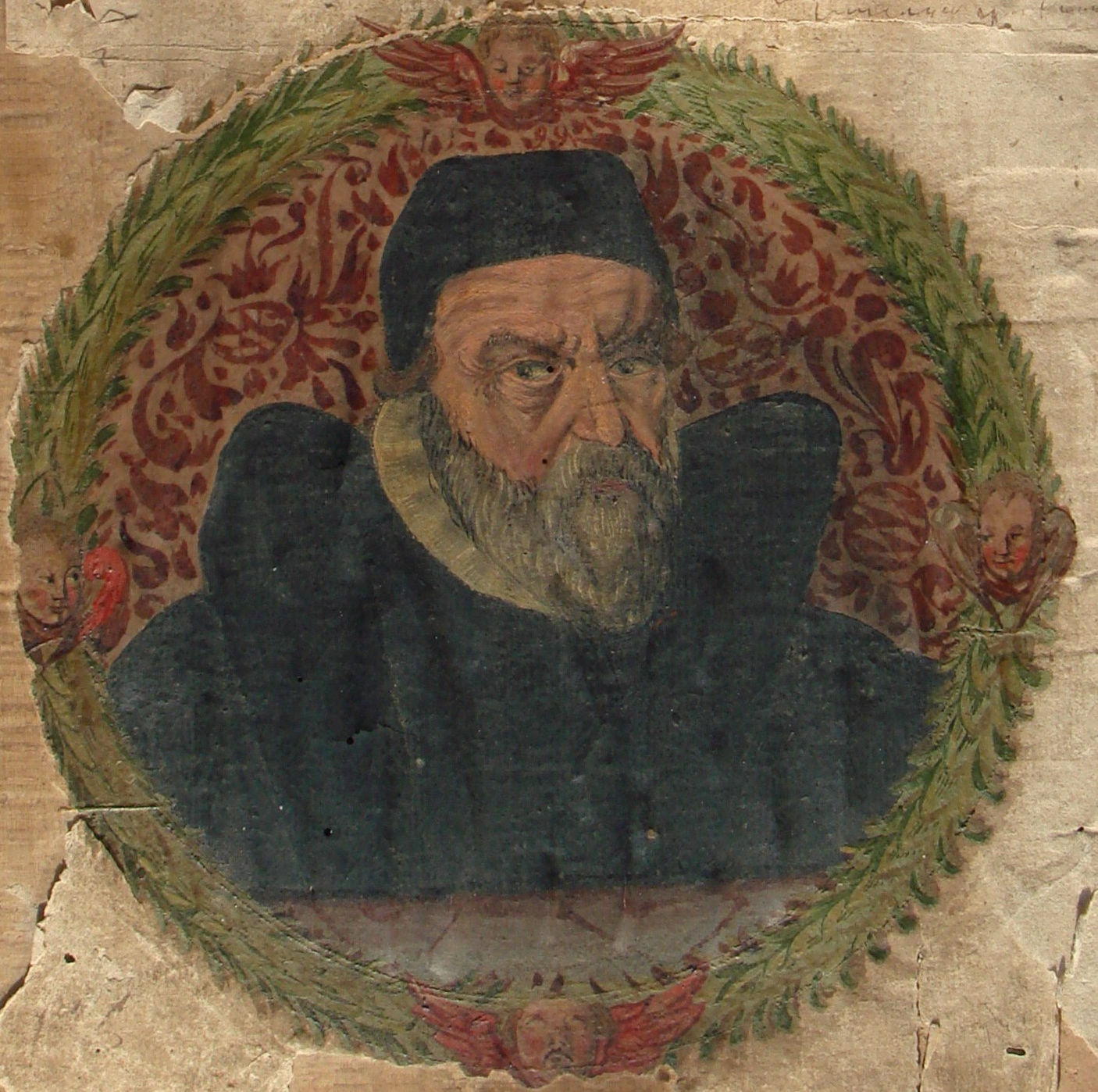
Friedrich Dedekind

Friedrich Dedekind (* 1524 / 1525 in Neustadt am Rübenberge; † 27. Februar 1598 in Lüneburg) war ein deutscher Theologe und Schriftsteller.

## Leben
Dedekind studierte ab 1543 Theologie in Marburg, dann ab 1549 in Wittenberg, wo er von Philipp Melanchthon gefördert wurde. Nach der Promotion zum Magister 1550 wurde er 1553 in Neustadt, 1575 in Lüneburg Pastor an der Michaeliskirche und Inspektor der Kirchen der Bistümer Lübeck und  Verden. Sein Hauptwerk Grobianus (1549) wurde namensgebend für den Grobianismus. Es wurde von Caspar Scheidt in deutsche Knittelverse übertragen und erschien 1551 unter dem Titel Grobianus. Von groben Sitten und unhöflichen Gebärden. Scheidt schuf später zum Grobianus ein weibliches Gegenstück (Grobiana), beide Teile erschienen 1572 als Grobianus et Grobiana. Daneben trat Dedekind als Dramatiker hervor. In späteren Jahren wurde er mehrfach als Schlichter theologischer Streitigkeiten zu Fragen des Abendmahlsverständnisses innerhalb des Protestantismus berufen.
Dedekind war verheiratet in erster Ehe mit Juliana Cordus (1528–1577), Tochter von Euricius Cordus, einem bedeutenden Epigrammatiker, Botaniker und Arzt, und Kunigunde Dünnwald.
Aus dieser Ehe sind über viele Generationen Theologen, Komponisten, Mathematiker und Schriftsteller hervorgegangen.

## Werke (Auswahl)

### Dramen
- Der christliche Ritter (1576)
- Papista conversus (1596)
- Von der Hochtzeit Zu Cana in Galilea (1597?)

## Ausgaben
- Grobianus et Grobiana: De morum simplicitate libri tres. Frankfurt am Main 1558. (Digitalisat)
- Grobianus et Grobiana. Auctore Friderico Dedekindo. Libri tres. Tertia Editio. Lugduni Batavorum 1642. (Google Books)
- Grobianus et Grobiana. Auctore Friderico Dedekindo. Libri tres. Quarta Editio. Frankfurt am Main 1650. (Google Books)
  - Wenzel Scherffer von Scherffenstein: Der Grobianer und die Grobianerin. Brieg 1640.
- Barbara Könneker (Hrsg.): Friedrich Dedekind: Grobianus. De morum simplicitate. Grobianus. Von groben Sitten und unhöflichen Gebärden. Deutsche Fassung von Caspar Scheidt. Wissenschaftliche Buchgesellschaft, Darmstadt 1979, ISBN 3-534-07784-9 (lateinischer Text nach der Ausgabe von 1903, deutscher Text als Nachdruck der Erstausgabe von 1551)